# 康斯坦丁·考夫曼
康斯坦丁·彼得洛维奇·考夫曼（俄语：Константин Петрович фон Кауфман，1818年2月19日（3月3日）—1882年5月4日（16日）），是俄国的军事领导人，通过军事手段征服和殖民中亚地区，消灭吞并浩罕汗国，征服希瓦汗国、布哈拉酋长国，出任突厥斯坦总督。